# Wesley Addy
Wesley Addy, właśc. Robert Wesley Addy (ur. 4 sierpnia 1912 w Omaha, zm. 31 grudnia 1996 w Danbury) – amerykański aktor teatralny, filmowy i telewizyjny. Mąż Celeste Holm (od 1961 do jego śmierci). Występował m.in. na scenach teatralnych Broadwayu.

## Filmografia
W trakcie swej niemal 50-letniej kariery aktorskiej wystąpił łącznie w 82 filmach i serialach telewizyjnych.

### Filmy fabularne
- 1951 – The First Legion jako ojciec John Fulton
- 1952 – My Six Convicts w epizodycznej roli
- 1953 – King Lear (Król Lear, film TV) jako król Francji
- 1953 – The Other Wise Man (film TV) w epizodycznej roli
- 1953 – Hamlet (film TV) jako Horatio
- 1954 – Dynamite, the Story of Alfred Nobel (film TV) jako Alfred Nobel
- 1954 – Deadlock (film TV)
- 1955 – Śmiertelny pocałunek jako por. Pat Murphy
- 1955 – Wielki nóż jako Horatio „Hank” Teagle
- 1956 – Time Table jako dr Paul Brucker
- 1957 – The Garment Jungle jako p. Paul
- 1959 – 10 sekund do piekła jako Wolfgang Sulke
- 1960 – The Valley of Decision
- 1960 – John Brown's Raid jako płk. Lewis Washington
- 1962 – Co się zdarzyło Baby Jane? jako reżyser Marty Mc Donald
- 1963 – Czworo z Teksasu jako Winthrop Trowbridge
- 1964 – Nie płacz, Charlotto jako szeryf Luke Standish
- 1966 – Twarze na sprzedaż jako John
- 1966 – Pan Buddwing jako gracz w kości
- 1970 – Tora! Tora! Tora! - Atak na Pearl Harbor jako kmdr por. Alvin D. Kramer
- 1971 – Gang Mamy Grissom jako John P. Blandish
- 1976 – Sieć jako Nelson Chaney
- 1977 – The Love Boat II (film TV) jako dr Livingston
- 1977 – Tail Gunner Joe (film TV) jako Middleton
- 1979 – Europejczycy jako p. Wentworth
- 1981 – Jak to było naprawdę (film TV) jako minister stanu Connecticut
- 1982 – Werdykt jako dr Robert Towler, anestezjolog
- 1983 – Gniew aniołów (film TV) jako Abner Parker
- 1984 – Bostończycy jako dr Tarrant
- 1995 – Kochanek z probówki jako Ed Rhodes
- 1995 – Hiroszima (film TV) jako sekr. wojny Henry L. Stimson
- 1996 – Wczoraj i dziś jako sędzia Grady
- 1996 – Żniwo ognia jako biskup Levi Lapp

### Seriale TV
- 1949-1953 – The Philco Television Playhouse jako książę Orsino (5 odcinków)
- 1950 – The Chevrolet Tele-Theatre
- 1950 – Believe It or Not
- 1950 – The Ford Theatre Hour jako prof. Allen Carr (2 odcinki)
- 1950-1953 – Suspense (3 odcinki)
- 1951 – Out There jako dowódca Xeglon
- 1951 – Celanese Theatre jako Hugh Farley
- 1951-1953 – The Web (2 odcinki)
- 1952 – Hallmark Hall of Fame jako James Monroe
- 1952-1953 – The Doctor jako Charles Miller (3 odcinki)
- 1952-1963 – Armstrong Circle Theatre jako Smith/Lawrence Grabel (5 odcinków)
- 1953 – Broadway Television Theatre jako John Carteret
- 1953 – Short Short Dramas (2 odcinki)
- 1953 – Eye Witness
- 1954 – The Man Behind the Badge
- 1954 – You Are There jako adm. Lord Nelson/Charles James Fox (3 odcinki)
- 1954-1956 – Studio One jako Steven Coryat/McAllister/Walter Marshall (3 odcinki)
- 1954-1959 The Big Story jako Edgar E. Frady/Willard Haselbush (2 odcinki)
- 1955 – Danger
- 1955 – Windows
- 1956-1959 – The Edge of Night jako dr Hugh Campbell (3 odcinki)
- 1962 – Hawaiian Eye jako Stafford Price
- 1962-1965– Perry Mason jako Joachim DeVry/Alton Brent (2 odcinki)
- 1963 – The United States Steel Hour jako Jim Hampshire
- 1964 – The Defenders jako dr Simons
- 1965 – The Outer Limits jako dr Rahm
- 1965 – Slattery's People jako dr Ralph Newsome
- 1965 – Profiles in Courage jako Hellinger
- 1965 – Ścigany (serial telewizyjny) jako Homer Price
- 1965-1967 – Dni naszego życia jako dr Cooper (3 odcinki)
- 1956-1969 – The F.B.I. jako Carl Torrance/Jock Mitchell/Carl Munroe (5 odcinków)
- 1966 – I Spy jako Hubbard
- 1966 – 12 O'Clock High jako mjr gen. Fox
- 1967 – Najeźdźcy z kosmosu jako Tomkins
- 1967 – Love on a Rooftop jako nieznajomy
- 1967 – The Rat Patrol jako płk. Leske
- 1967 – Insight jako p. Burton
- 1970 – Komisarz Ironside jako Boudaris
- 1970 – Nancy jako Jim Nielson
- 1970 – Matt Lincoln jako Jimmy
- 1973 – Medical Center jako Bristol
- 1976 – The Adams Chronicles jako Andrew Jackson (cz. 2, 3, 4, 5, 6 mini-serialu)
- 1977 – The Andros Targets jako gen. Graves
- 1977 – Prywatny detektyw Jim Rockford jako agent Steiner
- 1977-1978 – Ryan's Hope jako William Price Woodard (27 odcinków)
- 1983-1995 – Loving jako Cabot Alden (521 odcinków)
- 1993 – Gorączka nocy jako Arvin Allenby (2 odcinki)

### Filmy krótkometrażowe
- 1966 – Spotkajmy się w St. Louis (TV) jako p.Smith